# Morenosita
La morenosita és un mineral de la classe dels sulfats que pertany al grup de l'epsomita. Rep el seu nom del farmacèutic i químic espanyol de l'Acadèmia de Ciències Naturals Antonio Moreno Ruiz (1796-1852).

## Característiques
La morenosita és un mineral verd maragda o blanc verdós de lluentor vítria que cristal·litza en el sistema ortoròmbic. Apareix en forma de petits cristalls, estalactites o crostes. Els cristalls naturals presenten forma acicular i els cristalls sintètics són prismàtics. La seva fórmula és Ni(SO₄)(H₂O)₆·H₂O, és soluble en aigua i es deshidrata a l'aire lliure, transformant-se en retgersita (NiSO₄·6H₂O). Per evitar la pèrdua de l'aigua ha de ser conservada en un recipient tancat o en plàstic. Forma una sèrie de solució sòlida completa amb l'epsomita (MgSO₄·7H₂O).
Segons la classificació de Nickel-Strunz, la morenosita pertany a «07.CB: Sulfats (selenats, etc.) sense anions addicionals, amb H₂O, amb cations de mida mitjana» juntament amb els següents minerals: dwornikita, gunningita, kieserita, poitevinita, szmikita, szomolnokita, cobaltkieserita, sanderita, bonattita, aplowita, boyleita, ilesita, rozenita, starkeyita, drobecita, cranswickita, calcantita, jôkokuita, pentahidrita, sideròtil, bianchita, chvaleticeita, ferrohexahidrita, hexahidrita, moorhouseita, nickelhexahidrita, retgersita, bieberita, boothita, mal·lardita, melanterita, zincmelanterita, alpersita, epsomita, goslarita, alunògen, meta-alunògen, aluminocoquimbita, coquimbita, paracoquimbita, rhomboclasa, kornelita, quenstedtita, lausenita, lishizhenita, römerita, ransomita, apjohnita, bilinita, dietrichita, halotriquita, pickeringita, redingtonita, wupatkiita i meridianiïta.

## Formació i jaciments
És un mineral secundari trobat a la zona oxidada de dipòsits minerals hidrotermals que contenen níquel. Es forma en solució aquosa a una temperatura inferior a 31,5 ° C. Els jaciments de morenosita són bastant escassos. El tipus nomenclatural es localitza al Cap Ortegal (La Corunya, Espanya). Sol trobar-se associada a altres minerals com: retgersita, niquelhexahidrita, annabergita i mil·lerita. Als territoris de parla catalana va ser descrita a la mina Eugenia (Bellmunt del Priorat, Tarragona) pel professor Folch però anàlisi posteriors van determinar que les mostres havien de ser catalogades com honessita i jamborita.